# Rho Ceti
Désignations
 Rho Ceti  (ρ Ceti / ρ Cet) est une étoile de la  constellation équatoriale de la Baleine. Elle est visible à l'œil nu et sa magnitude apparente est de 4,89. L'étoile présente une parallaxe annuelle de 5,81 mas mesurée par le satellite Gaia, ce qui permet d'en déduire qu'elle est distante d'environ 172 pc (∼561 al) de la Terre. Elle s'éloigne du Système solaire à une vitesse radiale de +19 km/s.

## Propriétés
Rho Ceti est classée comme une étoile blanche de la séquence principale de type spectral A0V, même si des modèles d'évolution stellaire suggèrent qu'elle est arrivée à terme de sa vie sur la séquence principale. Elle tourne rapidement sur elle-même à une vitesse de rotation projetée de 219 km/s. Cela donne à l'étoile une forme une forme aplatie avec un bourrelet équatorial qu'on estime être 10 % plus grand que son rayon polaire.
L'étoile est environ 3,3 fois plus massive que le Soleil et son rayon est 3,1 fois plus grand que le rayon solaire. Elle est 256 fois plus lumineuse que le Soleil et sa température de surface est de 9 817 K.

## Nomenclature
ρ Ceti, latinisé Rho Ceti, est la désignation de Bayer de l'étoile. Elle porte également la désignation de Flamsteed de 72 Ceti.
L'étoile formait, avec ε Cet, σ Cet et π Cet, l'astérisme d'Al Sufi dit Al Sadr al Ḳaiṭos, soit « la poitrine de la Baleine ».
Dans un mémorandum technique édité par la NASA en 1971, le Reduced Star Catalog Containing 537 Named Stars, les étoiles de cet astérisme sont ordonnées numériquement. Ainsi Rho Ceti porte le nom de Sadr al Kaitos I.
En astronomie chinoise traditionnelle, Rho Ceti faisait partie de l'astérisme de Chuhao (en chinois 芻蒿, Chú Hāo), représentant du foin.